# Марашський потрійний розлом
Марашський потрійний розлом або Марашський трійник є точкою з'єднання Африканської, Аравійської, Анатолійської плит. Далі на південь прямує Рифт Мертвого моря який є межею Африканської й Аравійської плит, різниця відносного руху двох пластин проявляється в лівому бічному руху вздовж розлому. Рух по Анатолійсько-Аравійській межі теж є лівобічним і йде по Східно-Анатолійському розлому. Африкансько-Анатолійська межа прямує по лінії Кіпр-Місис-Андірин і обмежена зоною Асланта-Іскендерун.